# Alides
Pour les articles homonymes, voir Alide.
 (mars 2025).
Si vous disposez d'ouvrages ou d'articles de référence ou si vous connaissez des sites web de qualité traitant du thème abordé ici, merci de compléter l'article en donnant les références utiles à sa vérifiabilité et en les liant à la section « Notes et références ».
En pratique : Quelles sources sont attendues ? Comment ajouter mes sources ?

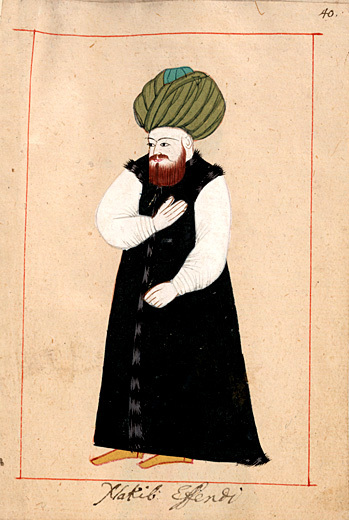
Alides

Les Alides sont les descendants en lignée patrilinéaire d'Ali, qu'ils soient descendants de Fatima, fille de Mahomet, ou des autres femmes d'Ali. Tous les descendants d'Ali sont membres de l'Ahl Al Bayt qu'ils soient Seyyed / Chérifs (titre des descendants du prophète) ou non.

## Dynasties alides
Les dynasties alides se divisent en deux branches : les Hassanides descendants de Hassan, premier fils d'Ali et de son épouse Fatima, fille de Mahomet, et les Hosseynides, descendants de Hussayn, leur second fils.
Certaines dynasties sont Alides sans pour autant descendre de Mahomet (de façon indirecte), comme pour la postérité de Muhammad Ibn Al Hanafiyah, fils d'Ali et d'Al Hanifiyyah.

### Hassanides
- Idrissides
  - Hammudites
- Alaouites
- Alavide du Tabaristan (dynastie cousine des Idrissides)
- Émirat idrisside d'Asir
- Sulimanide
  - Sanoussides

### Hosseynides
- Imams chiites
  - Nussayrites ou Alaouites
  - Ismaéliens
    - Fatimides
    - Nizârites

Ba'alawi sada